# Таш-Булак (Базар-Коргонский район)
Таш-Булак (кирг. Таш-Булак) — село в Базар-Коргонском районе Джалал-Абадской области Кыргызстана. Входит в состав Акманского айылного аймака.

## География
Село расположено в юго-восточной части области, к юго-востоку от Базар-Коргонского водохранилища, на расстоянии приблизительно 8 километров (по прямой) к юго-востоку от города Базар-Коргон, административного центра района.

## Население
Согласно оценочным данным Национального статистического комитета Кыргызской Республики, численность населения села на начало 2023 года составляла 747 человек.
| год     | 2009 | 2014 | 2015 | 2020 | 2021 | 2023 |
| ------- | ---- | ---- | ---- | ---- | ---- | ---- |
| человек | 467  | 508  | 492  | 671  | 707  | 747  |